# Icíar Bollaín
Icíar Bollaín Pérez-Mínguez (Madrid, 12 de junio de 1967) es una directora y actriz española.

## Biografía
Icíar Bollaín Pérez-Mínguez es hija de un ingeniero aeronáutico y una profesora de música, y tiene una hermana gemela llamada Marina. La actual directora debutó como actriz a los 15 años y fue escogida un año más tarde, a sus 16 años de edad, por Víctor Erice, reputado director de cine español, para protagonizar su primera película, El sur (1983). A partir de entonces, protagonizó diferentes largometrajes, una serie televisiva (Miguel Servet, la sangre y la ceniza) y una ópera. Se matriculó en Bellas artes en la Universidad Complutense de Madrid, para tiempo después abandonar sus estudios con el fin de dedicarse por completo al cine. Es aficionada a la pintura impresionista y le gusta pintar retratos.
A principios de 1991 fundó, junto a Santiago García de Leániz y Gonzalo Tapia, Producciones La Iguana, con quien da sus primeros pasos en el terreno de la dirección. Baja corazón (1993) y Los amigos del muerto (1994) fueron algunos de sus primeros trabajos en dicho campo. La Iguana ha producido desde su creación casi veinte películas. 
En 1995, Icíar realiza un giro en su carrera cuando decide acompañar al realizador Ken Loach, con quien había trabajado en Tierra y libertad (1995), durante el rodaje de La canción de Carla (1996), para escribir un libro sobre el director inglés y su obra que ha titulado Ken Loach, un observador solidario, publicado en 1996 por la editorial El País-Aguilar.
Fue elegida Mejor Actriz Española de 1992 por la revista Cartelera Turia y recibió el Premio Ojo Crítico II Milenio de Radio Nacional de España en 1993. También recibió el Premio Ciudad de Cuenca a su trayectoria en el II Festival de Cine 'Mujeres en Dirección' de la capital conquense. Es miembro de la Academia de las Artes y las Ciencias Cinematográficas de España. En 2006 fundó, junto con otras cineastas, CIMA (Asociación de Mujeres Cineastas y de Medios Audiovisuales), y desde entonces es miembro de su Junta Directiva.
La directora considera el cine una herramienta muy poderosa para lograr la transformación social y creación de una sociedad más igualitaria,
Actualmente, es pareja del guionista escocés Paul Laverty, guionista habitual de las películas de Ken Loach, a quien conoció durante el rodaje de Tierra y libertad y con el que tiene tres hijos.

## Largometrajes representativos

### Flores de otro mundo(1999)
Se trata de una gran película que también puede verse como un medio de enseñanza para estudiantes extranjeros, pues muestra varios aspectos clave tanto de la historia de España como de la evolución sociocultural del país.
Esta cuenta la historia de la cubana Milady, la dominicana Patricia y la bilbaína Marirrosi, tres mujeres con problemas existenciales e inquietudes varias con respecto a su futuro. Sus problemas son similares a los que sufren los tres jóvenes de un pueblo de la provincia de Guadalajara, Santa Eulalia, un pequeño pueblo sin mujeres casaderas, y condenado al olvido. Pronto, Damián, Alfonso y Carmelo entrarán en contacto con las tres mujeres a través de una fiesta organizada por los solteros del pueblo en la que unos y otros se conocerán, dando comienzo a una agridulce historia de convivencias.
Esta obra cinematográfica es útil desde el punto de vista académico, no solo por su base histórica mencionada anteriormente, sino también porque se presenta como una ventana abierta que permite al espectador ponerse en el lugar de los personajes en todo momento, sufriendo con ellos las mismas sorpresas e impresiones, desde la llegada de las chicas a Santa Eulalia.
Otro de los aspectos esenciales de la película es que ofrece la oportunidad de entender otro de los puntos principales de la misma: la problemática del campo español. Al mismo tiempo, Icíar Bollaín se encarga de conservar los estereotipos clásicos del típico pueblo español donde el bar es el foro más respetado para reuniones y defensas, incluso ideológicas.
Sin embargo, Bollaín no deja atrás el importante tema del sexismo imperante en la época reflejada, aunque se preocupa también por mitigarlo en gran parte con la introducción de personajes como Doña Gregoria, madre de uno de los jóvenes del pueblo y reflejo del matriarcado rural.
La extranjeridad, no hay que olvidarlo, es otro de los puntos claves de esta historia. El sentimiento de extrañeza y rechazo a lo ajeno y a lo extranjero, que se presenta al comienzo de la película con la llegada de las tres muchachas al pueblo, se va diluyendo conforme se van desarrollando las relaciones amorosas entre ellas y los jóvenes naturales de Santa Eulalia. Esto es una clara solución a ese problema de la extranjeridad, pues Icíar Bollaín no presenta un problema sin su correspondiente solución, introduciendo una ideología integradora que rompe con las barreras culturales y raciales, otro importante pilar del largometraje que constituye una reconocida intención pedagógica.
El hecho de que Bollaín enmarque la película en plena burbuja inmobiliaria en España tampoco es algo fortuito, ya que se trata de otro aspecto que servirá para mostrar muchos aspectos y consecuencias históricas que, aún hoy en día, afectan directamente a la sociedad española (un claro ejemplo serían los casos de corrupción que azotan el país).
En resumen, en cuanto a lo didáctico, Flores de otro mundo permite hacer un análisis no solo del tema racial sino también del papel de la mujer de la época. Esto podrá incluso llegar a compararse con otros casos similares en los que la mujer es objeto y motivo del inicio de un movimiento de integración social, como es el caso de la mujer mexicana emigrante a Estados Unidos. Todo ello retratado a través de las figuras y personalidades de las tres mujeres que protagonizan esta historia.

### Te doy mis ojos(2003)
Esta película se caracteriza por introducir un elemento nuevo: la pintura. El uso del arte pictórico enriquece la puesta en escena y la historia en sí, analizando la función narrativa que pueden llegar a tener las obras de este estilo dentro de la cinematografía.
Si bien la pintura no desempeña un papel principal en la historia de Pilar, víctima de violencia de género, sí que supone crucial para el desarrollo de la protagonista el avance del relato cinematográfico. Así, este nuevo elemento funcionará más como un hilo conductor que como eje narrativo principal.
De alguna manera, por medio del plano de la pintura, se observa a lo largo de todo el largometraje cómo Pilar se va librando de las ataduras que la encadenan a esa vida de violencia y maltrato que le ofrece su marido. Como bien dijo la propia Icíar Bollaín: «Pilar se encuentra con el arte y es desde ahí desde donde empieza a crecer, a escapar de su encierro», lección y ejemplo que muchas mujeres que sufren la misma condena podrían tomar como referencia para salir del agujero de la mujer maltratada y liberarse de esas cadenas definitivamente, como bien hace Pilar durante la película.
Sin embargo, hay que resaltar que a lo largo de la película no solo se trata o se toma como referencia un cuadro, sino que se utilizan diferentes cuadros (sobre todo mitológicos) que resultarán ser el reflejo del desarrollo de la protagonista a nivel personal y social. En una ocasión, el espectador puede incluso establecer una relación clara entre la figura de Orfeo con la del marido de Pilar, de manera que la pintura sirva como espejo de todos los personajes en cierta manera.

### También la lluvia(2010)
Este largometraje de Icíar Bollaín podría definirse perfectamente como una “película dentro de película”, pues se vale del uso de dos líneas argumentales para narrar la tensa situación que se vive en Bolivia, todo ello anclado y estrechamente relacionado con la herencia y el legado coloniales. 
Por un lado, en la película se desarrolla, a su vez, el rodaje de una película de bajo presupuesto sobre Cristóbal Colón y el descubrimiento de América en 1492. Mientras que, en paralelo, se está viviendo la famosa guerra del agua de Cochabamba que tuvo lugar en abril de 2000.
Lo que pretende representar Icíar Bollaín mediante el uso de un discurso historiográfico, algo infiel a la realidad, y la ficción fílmica es la relación entre el hecho que marcó la historia de Occidente en 1492 y el desarrollo del país en el que se enmarca dicho acontecimiento. 
Añadido a este análisis es la ironía de que la compañía de film que esta creando este drama histórico revisionista, intentaba iluminar a la violación, la esclavitud, y el genocidio de los indígenas caribeños por Columbus, que a lo mejor perpetua el neocolonialismo medio un proceso de cine que mercantiliza las poblaciones indígenas en Bolivia. El director usa su licencia creativa para crear una drama histórica que dramatiza los personajes y detalles narrativas, y al mismo tiempo presenta una verdad histórica más amplia. 
Contribuyendo a su pobreza y opresión, los directores de la película rehusaban pagarles un sueldo base durante su trabajo. Al mismo tiempo, las poblaciones indígenas se rebelan debido a la mencionada privatización. Aun así, al final de la película, el director se da cuenta de su error y en un momento de compasión, y arriesgando su propia vida, salva la vida de la hija de su protagonista.  
Para ello, no obstante, la directora tirará de inventiva, trastocando de tal manera la realidad histórica que sea posible equipararla, en cierto modo, con todo lo que esto ha conllevado a lo largo de la historia de América del Sur.

## Labor social
En 2012, Icíar Bollaín escribió y dirigió un cortometraje para mostrar la labor de Aldeas Infantiles SOS y la vulnerabilidad de una gran cantidad de niños en España, llamado 1,2,3... CASA. En él muestra, en apenas diez minutos, la labor de la ONG y pone de manifiesto la situación de precariedad e indefensión a la que se ven sometidos miles de niños en España. El corto gira en torno a los testimonios de algunos de los jóvenes que han pasado su infancia en Aldeas Infantiles y también se apoya en las declaraciones de las Madres SOS.
Aldeas Infantiles SOS es una organización sin ánimo de lucro que tiene como propósito garantizar una infancia digna a niños que se hallan inmersos en la pobreza, por lo que se dedica a ayudar a niños huérfanos, abandonados o cuyas familias no pueden ocuparse de ellos, dándoles la oportunidad de crecer plenamente dentro de una familia, la conocida como "familia SOS", que se sustenta en cuatro figuras básicas:
- La madre SOS, que vive en la misma casa y está con el niño las 24 horas, responsabilizándose de alimentarlo, cuidarlo y educarlo.
- Los hermanos.
- El hogar.
- La aldea infantil SOS, que está formada por una media de 6 a 12 familias, que permiten que los niños fomenten contactos sociales para su desarrollo y que les sirve de puente a la sociedad.[5]

El cortometraje 1,2,3...CASA se presentó en Madrid el 13 de diciembre de 2012. El acto contó con la presencia del presidente de Aldeas Infantiles SOS en España, Pedro Puig, y del presidente y fundador de la agencia publicitaria El Laboratorio, Carlos Holemas. También estuvieron las madres SOS que cuidan de los menores de las aldeas infantiles y algunos jóvenes que crecieron atendidos por la ONG y que se han convertido en protagonistas del vídeo.

## Filmografía como actriz

### Largometrajes
- El sur (Víctor Erice, 1983)
- Las dos orillas (Juan Sebastián Bollaín, 1986)
- Al acecho (Gerardo Herrero, 1987)
- Mientras haya luz (Felipe Vega, 1987)
- Malaventura (Manuel Gutiérrez Aragón, 1989)
- Venecias (Pablo Llorca, 1989)
- El mejor de los tiempos (Felipe Vega, 1990)
- Doblones de a ocho (Andrés Linares, 1990)
- Sublet (Chus Gutiérrez, 1991)
- Un paraguas para tres (Felipe Vega, 1992)
- Entretiempo (Santiago García de Leániz, 1992)
- Dime una mentira (Juan Sebastián Bollaín, 1993)
- Tocando fondo (José Luis Cuerda, 1993)
- Jardines colgantes (Pablo Llorca, 1993)
- Tierra y libertad (Ken Loach, 1994)
- El techo del mundo (Felipe Vega, 1995)
- Menos de cero (Ernesto Tellería, 1996)
- Niño nadie (José Luis Borau, 1997)
- Subjudice (Josep María Forn, 1997)
- Leo (José Luis Borau, 2000)
- Sara, una estrella (José Briz Méndez, 2002)
- Nos miran (Norberto López Amado, 2002)
- La balsa de piedra (George Sluizer, 2003)
- La noche del hermano (Santiago García de Leániz, 2005)
- Rabia (Sebastián Cordero, 2010)

### Cortometraje
- Polvo enamorado (Javier López Izquierdo, 1990)
- 24 mentiras (2012)

## Filmografía como directora

### Largometrajes
| Año  | Película                        | Notas                                                              |
| ---- | ------------------------------- | ------------------------------------------------------------------ |
| 1995 | Hola, ¿estás sola?              |                                                                    |
| 1999 | Flores de otro mundo            | Mejor Película de la Semana de la Crítica en el Festival de Cannes |
| 2003 | Te doy mis ojos                 | Premio Goya a la Mejor Película                                    |
| 2007 | Mataharis                       |                                                                    |
| 2010 | También la lluvia               | Medalla del CEC a la mejor película                                |
| 2011 | Katmandú, un espejo en el cielo |                                                                    |
| 2016 | El olivo                        |                                                                    |
| 2018 | Yuli                            |                                                                    |
| 2020 | La boda de Rosa                 |                                                                    |
| 2021 | Maixabel                        |                                                                    |
| 2024 | Soy Nevenka                     |                                                                    |

### Cortometrajes
- Baja, corazón (1993)
- Los amigos del muerto (1994)
- Amores que matan (2000). Germen de su película Te doy mis ojos.
- Viajes con mi abuela (2002)
- ¡Hay motivo! (segmento Por tu propio bien, 2004)
- 1, 2, 3... CASA (2012)
- Hazte extranjero (2013)

### Vídeos musicales
- Romper del disco "Dramas y Caballeros", de Luis Ramiro (2009)

### Documentales
- En tierra extraña (2014)

## Escritos
- Ken Loach, un observador solidario. Madrid, El País-Aguilar, 1996.

## Premios y reconocimientos
Festival Internacional de Cine de València – Cinema Jove
| Año  | Categoría                | Resultado |
| ---- | ------------------------ | --------- |
| 1993 | Premio un futuro de cine | Ganadora  |

Premios Goya
| Año  | Categoría            | Película                        | Resultado |
| ---- | -------------------- | ------------------------------- | --------- |
| 1995 | Mejor director novel | Hola, ¿estás sola?              | Nominada  |
| 1999 | Mejor guion original | Flores de otro mundo            | Nominada  |
| 2000 | Mejor actriz         | Leo                             | Nominada  |
| 2003 | Mejor director       | Te doy mis ojos                 | Ganadora  |
| 2003 | Mejor guion original | Te doy mis ojos                 | Ganadora  |
| 2007 | Mejor director       | Mataharis                       | Nominada  |
| 2007 | Mejor guion original | Mataharis                       | Nominada  |
| 2010 | Mejor director       | También la lluvia               | Nominada  |
| 2010 | Mejor guion original | También la lluvia               | Nominada  |
| 2011 | Mejor guion adaptado | Katmandú, un espejo en el cielo | Nominada  |
| 2020 | Mejor director       | La boda de Rosa                 | Nominada  |
| 2020 | Mejor guion original | La boda de Rosa                 | Nominada  |
| 2021 | Mejor película       | Maixabel                        | Nominada  |
| 2021 | Mejor director       | Maixabel                        | Nominada  |
| 2021 | Mejor guion original | Maixabel                        | Nominada  |
| 2024 | Mejor guion adaptado | Soy Nevenka                     | Nominada  |

Medallas del Círculo de Escritores Cinematográficos
| Año  | Categoría            | Película          | Resultado |
| ---- | -------------------- | ----------------- | --------- |
| 2003 | Mejor director       | Te doy mis ojos   | Ganadora  |
| 2003 | Mejor guion original | Te doy mis ojos   | Ganadora  |
| 2007 | Mejor director       | Mataharis         | Nominada  |
| 2007 | Mejor guion original | Mataharis         | Ganadora  |
| 2010 | Mejor director       | También la lluvia | Ganadora  |
| 2020 | Mejor director       | La boda de Rosa   | Ganadora  |
| 2020 | Mejor guion original | La boda de Rosa   | Nominada  |
| 2021 | Mejor director       | Maixabel          | Nominada  |
| 2021 | Mejor guion original | Maixabel          | Nominada  |
| 2024 | Mejor guion adaptado | Soy Nevenka       | Nominada  |

Festival Internacional de Cine de Cannes
| Año  | Categoría            | Película             | Resultado |
| ---- | -------------------- | -------------------- | --------- |
| 1999 | Premio Mercedes-Benz | Flores de otro mundo | Ganador   |

Festival Internacional de Cine de San Sebastián
| Año  | Categoría                        | Película        | Resultado |
| ---- | -------------------------------- | --------------- | --------- |
| 2003 | Premio del CEC                   | Te doy mis ojos | Ganadora  |
| 2003 | Premio SIGNIS - Mención especial | Te doy mis ojos | Ganadora  |

Festival Internacional de Cine de Huesca
| Año  | Categoría               | Resultado |
| ---- | ----------------------- | --------- |
| 2012 | Premio Ciudad de Huesca | Ganadora  |

### Otros premios
- Premio del público en el Festival de cine español de Nantes 2019 por su película Yuli.[20]

- En 2018 recibió el VI Premio Estatal del Trabajo Social, en la modalidad de medios de comunicación y audiovisuales. Por su compromiso social y de denuncia pública, en favor de los derechos humanos.[21]

- En 2017 Clece entrega los Premios Compromiso en su III edición e Icíar Bollaín recibió la mención especial "por el importante papel del cine como vehículo para retratar y generar conciencia en torno al problema social de la violencia de género".

- En 2021 recibió el premio Mujer de Cine, otorgado por la iniciativa Mujeres de Cine en el marco del Festival Internacional de Cine de Gijón.[22]

- Medalla de Oro al Mérito en las Bellas Artes (2021).
- Premio Pablo Iglesias de UGT de Ávila.[23]